# Furcoppia microdentata
Furcoppia microdentata är en kvalsterart som först beskrevs av Krivolutsky 1962.  Furcoppia microdentata ingår i släktet Furcoppia och familjen Astegistidae. Inga underarter finns listade i Catalogue of Life.